# Лемма Александрова

Монотонная зависимость углов друг от друга.

Лемма Александрова — утверждение нейтральной геометрии и сферической геометрии, играющее важную роль в основаниях александровской геометрии.

## Формулировка
Зафиксируем вещественное число {\displaystyle k} и обозначим через {\displaystyle \mathbb {M} [k]} модельную плоскость кривизны {\displaystyle k}.
То есть
- {\displaystyle \mathbb {M} [0]} есть евклидова плоскость,
- {\displaystyle \mathbb {M} [k]} при {\displaystyle k>0} есть сфера радиуса {\displaystyle 1/{\sqrt {k}}},
- {\displaystyle \mathbb {M} [k]} при {\displaystyle k<0} есть плоскость Лобачевского кривизны {\displaystyle k}.

Пусть {\displaystyle XPYQ} и {\displaystyle X'P'Y'Q'} — два четырёхугольника в {\displaystyle \mathbb {M} [k]} с равными соответствующими сторонами.
Предположим, точки {\displaystyle P} и {\displaystyle Q} лежат по разные стороны от прямой {\displaystyle XY},
точка {\displaystyle Q'} лежит на кратчайшей {\displaystyle X'Y'}.
Тогда следующие выражения имеют один и тот же знак:
- {\displaystyle \measuredangle PQX+\measuredangle PQY-\pi }
- {\displaystyle P'Q'-PQ}

## История
Лемма  появляется в книге Александров, А. Д. Внутренняя геометрия выпуклых поверхностей. — Теортехиздат, 1948.